# Leury Basanta
Leury Basanta (nace el 7 de abril de 1993 en Ciudad Bolívar, Venezuela) es una futbolista profesional venezolana que se desempeña en el terreno de juego como volante. Su actual equipo es el América de Cali de la Liga Profesional Femenina en Colombia.

## Biografía
Leury Basanta, nacida en Ciudad Bolívar, se muda a temprana edad con sus padres a Santa Elena de Uairén un pueblo ubicado al sur de Venezuela en el estado Bolívar. En este sitio Leury Basanta tiene sus inicios a nivel futbolístico ya que jugaba torneos locales femeninos y demostraba su gran habilidad y talento en el deporte rey. De la mano del profesor Franklin Rengifo un entrenador local y conocido por formar jugadores en el Municipio Gran Sabana, Leury es llevada al Caracas FC, equipo con el cual comienza su carrera como futbolista profesional.

## Clubes
| Club                      | País      | Año           | Ref.  |
| ------------------------- | --------- | ------------- | ----- |
| Caracas FC                | Venezuela | 2011 - 2013   |       |
| Deportivo Anzoátegui      | Venezuela | 2014 - 2016   |       |
| Estudiantes de Guárico FC | Venezuela | 2017          |       |
| Atlético Bucaramanga      | Colombia  | 2018          | [ 4 ] |
| LALA FC                   | Venezuela | 2019          | [ 5 ] |
| América de Cali           | Colombia  | 2020-presente | [ 6 ] |